# Digitale distributie
Digitale distributie is het verspreiden van digitale media-inhoud, zoals muziek, films, e-boeken, computerspellen en software. De term wordt in de praktijk gebruikt om een distributievorm aan te geven die uitsluitend via het internet verloopt. Hoewel een cd digitale gegevens bevat, wordt de distributie van cd's en andere digitale schijven meestal niet gezien als digitale distributie.

## Beschrijving
Met de innovaties op het gebied van sneller internet werd het ongeveer vanaf 2000 voor veel bedrijven en consumenten aantrekkelijk om digitale media via het internet te verspreiden en aan te schaffen. Online platforms als Amazon.com, Steam en Netflix zagen in opvolgende jaren een sterke groei.
De aangeboden producten kunnen bij muziek en films zowel worden gestreamd (direct afgespeeld) of worden gedownload naar bijvoorbeeld een personal computer om het later te beluisteren of bekijken. Gespecialiseerde netwerken (content delivery networks) helpen bij de verspreiding van de digitale media-inhoud.

### Verschuiving
Door de groei in deze online markt is het traditionele idee van een product kopen in de winkel veranderd. Het zorgde bij menig winkelier voor aanpassingen in het bedrijfsmodel en uitdagingen op het online vlak. Ondanks dat de verkoop van cd's een duidelijke dip zag halverwege de jaren nul, bleek de verschuiving naar de digitale omgeving voor menig bedrijf en consument gunstig. Zo werd het mogelijk om muziek en films sneller en goedkoper aan te kunnen bieden, ook voor kleine bedrijven, omdat er bijvoorbeeld geen fysieke cd's, dvd's en verpakkingen gedrukt te hoeven worden. Ook kunnen bedrijven en uitgevers met digitale distributie een wereldwijd publiek bereiken.

### Nadelen
Als algemeen nadeel wordt bepaalde content genoemd, die door middel van digitaal rechtenbeheer niet op elk apparaat afgespeeld kan worden, en het toepassen van geoblocking, dat wil zeggen het beperken van media voor bepaalde regio's. Ook is bij streaming media een constante en stabiele internetverbinding noodzakelijk, en de beperkingen die van kracht kunnen zijn om digitale media lokaal te kunnen bewaren. Ten slotte wordt het verlies van bezit genoemd, omdat digitale distributiediensten, zoals Steam, werken met een leasemethode, waarbij de koper niet de eigenaar wordt van het gekochte spel. Dit kan uiteindelijk leiden tot het verlies van alle aangekochte digitale media.

## Platforms
Enkele platforms die werken met digitale distributiemethodes.
| Type               | Platform(s)                                                                               |
| ------------------ | ----------------------------------------------------------------------------------------- |
| Muziek             | Beatport, iTunes Store, Google Play Music, SoundCloud, Spotify, YouTube Music             |
| Video              | Amazon Prime Video, Disney+, HBO Max, Netflix, Videoland, Vimeo                           |
| Audio- en e-boeken | Audible, Gallica, Google Boeken, Scribd, Storytel                                         |
| Computerspellen    | Epic Games Store, Nintendo eShop, Origin, PlayStation Store, Steam, Xbox Live Marketplace |
| Software           | Mac App Store, Microsoft Store                                                            |
| Apps               | Apple App Store, Google Play                                                              |
| Stockfotografie    | Corbis, Flickr, Getty Images, Shutterstock                                                |